# Windham (Connecticut)
Windham es un pueblo ubicado en el condado de Windham en el estado estadounidense de Connecticut. En el año 2005 tenía una población de 23.503 habitantes y una densidad poblacional de 335 personas por km².

## Geografía
Windham se encuentra ubicada en las coordenadas 41°42′40″N 72°10′01″O / 41.71111, -72.16694.

## Demografía
Según la Oficina del Censo en 2000 los ingresos medios por hogar en la localidad eran de $35,087, y los ingresos medios por familia eran $42,023. Los hombres tenían unos ingresos medios de $32,742 frente a los $25,703 para las mujeres. La renta per cápita para la localidad era de $16,978. Alrededor del 17.5% de la población estaban por debajo del umbral de pobreza.